# Johnny Torrio

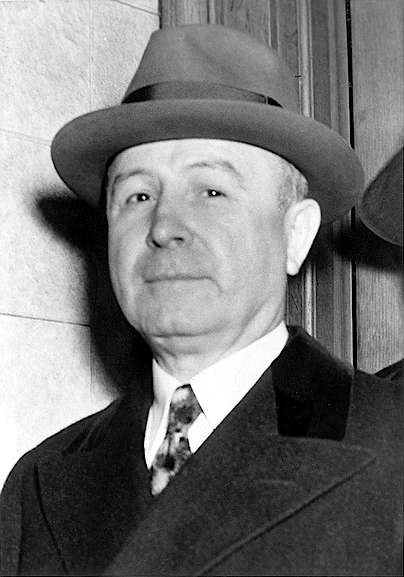
Johny Torrio w 1939 r.

Johnny Torrio, właśc. Giovanni Torrio, znany jako Papa Johnny lub The Fox (ur. 20 stycznia 1882 w Montepeloso, zm. 16 kwietnia 1957 w Nowym Jorku) – amerykański gangster pochodzenia włoskiego, znany ze stworzenia rozbudowanych struktur przestępczości zorganizowanej w Chicago w latach 20. XX wieku. Jego następcą na czele tej przestępczej organizacji został jego bliski współpracownik Al Capone.
Urodził się we Włoszech, do Stanów Zjednoczonych przybył razem z rodziną mając dwa lata, zamieszkał i dorastał w nowojorskim Lower East Side. Był członkiem słynnego gangu Five Points i bramkarzem w klubie Nigger Mike’s. Uchodził za brutalnego i bezwzględnego gangstera; brał udział w wielu wojnach gangów, słynął z dużej umiejętności posługiwania się nożem. Mając 33 lata (ok. 1915 roku) przeniósł się do Chicago (za namową Jima „Big” Colosimo); swoje nowojorskie interesy przekazał Frankie’emu Yale. Po czterech latach do Chicago przybył Al Capone, którego Torrio uczynił swoim zastępcą (Capone miał odpowiadać za przemyt i dystrybucję alkoholu).
Torrio ponosi odpowiedzialność za zabójstwo swojego wuja, Jima Colosimo (był „królem prostytucji”, najważniejszym sutenerem na terenie Chicago) – wyrok wykonał wynajęty w tym celu Frankie Yale (11 maja 1920 r.).
Był jednym z pierwszych gangsterów, którzy dostrzegali korzyści płynące z połączenia rozproszonych gangów i ustalenia pokojowych podziałów terenów pomiędzy nimi (plany te później wdrożyli Lucky Luciano i Meyer Lansky).
Zyskał też rzadkie wśród gangsterów miano The Brain (z ang. „mózg”) – za swoją inteligencję i spryt.
Po zabójstwie wuja, Torrio został oficjalnym bossem mafii chicagowskiej. Jego organizacja w końcu zdominowała światek przestępczy Chicago, pozbywając się konkurencji oraz korumpując władze stanu.
Przez kilka następnych lat musiał walczyć z gangami, które nie chciały podporządkować się jego planom – z gangiem Northsiders, dowodzonym przez Diona O’Baniona, i z braćmi Genna.
24 stycznia 1925 roku został postrzelony przez Earla „Hymie” Weissa (Wojciechowskiego), pochodzącego z Polski. Przez blisko dwa tygodnie walczył o życie w szpitalu, pilnie strzeżony przez ludzi Capone. Uczestniczył w słynnej Konferencji w Atlantic City w 1929 roku. Przestępczy biznes pozostawił swojej prawej ręce, Alowi Capone, i powrócił do Włoch.
Ostatnie trzydzieści lat swojego życia spędził poza światem przestępczym. 16 kwietnia 1957 roku, czekając na swoją kolej w zakładzie fryzjerskim, doznał zawału serca. Zmarł kilka godzin później w szpitalu. Został pochowany na cmentarzu Green-Wood w Nowym Jorku.